# 陆集街道
陆集街道，原为陆集镇，是中华人民共和国江苏省宿迁市宿豫区下辖的一个乡镇级行政单位。
2021年3月2日，撤镇设街道。

## 行政区划
陆集街道下辖以下地区：
陆集社区、义合村、长胜村、东风村、利民村、虎山村、乐园村和官庄村。